# Leonz Leuthard
Leonz Leuthard (* 6. September 1925; † 25. Januar 2016 in Merenschwand) war ein Schweizer Politiker (CVP).

## Leben
Leuthard war von 1952 bis 1961 Finanzverwalter und von 1954 bis 1991 Gemeindeschreiber von Merenschwand; nach seiner Pensionierung war er bis 1997 Betreibungsbeamter der Gemeinde. Von 1957 bis 1977 vertrat Leuthard die CVP im Grossen Rat des Kantons Aargau. Er gilt «als einer der Väter des Aargauer Gemeindegesetzes von 1978».
Leonz Leuthard war der Vater der Bundesrätin Doris Leuthard.